# Прагматичний програміст
Прагматичний програміст: від підмайстра до майстра (англ. The Pragmatic Programmer) — книга про комп’ютерне програмування та програмне забезпечення, написана Ендрю Гантом та Девідом Томасом та видана в жовтні 1999 р. Її іноді використовують як підручник на відповідних університетських курсах. Це була перша з серії книг під маркою Прагматична книжкова полиця . Друге видання Прагматичний програміст: Ваша подорож до майстерності було випущено у 2019 році до 20-річчя книги, з великими змінами та новими матеріалами, що відображають зміни у галузі за останні двадцять років.[прояснити]
Книга не представляє систематичну теорію, це скоріше збірка порад щодо прагматичного вдосконалення процесу розробляння. Головні якості того, що автори називають прагматичним програмуванням, — це раннє прийняття, швидка адаптація, допитливість і критичне мислення, реалістичність і помірна майстерність у всьому.
У книзі використовуються аналогії та оповідання для представлення методологій розвитку та застережень, наприклад, теорія розбитих вікон, історія кам’яного супу чи жаби в окропі. Деякі поняття були впроваджені або популяризовані в книзі, наприклад, кодові кати, невеликі вправи для відпрацювання навичок програмування  та зневадження гумової качки — метод налагодження, назва якого покликається до розповіді у книзі. 
Енді Гант та Девід Томас дали інтерв’ю книжковому клубу GOTO, присвяченому 20-річчю виходу книги, висвітлюючи їхню подорож з написання книги, як змінився зміст з моменту першого випуску та що залишилося незмінним за останні два десятиліття.